# 髭男爵 山田ルイ53世のルネッサンスラジオ
髭男爵 山田ルイ53世のルネッサンスラジオ（ひげだんしゃく ルネッサンスラジオ）は、2008年9月30日から文化放送制作・ポッドキャスト配信および全国のラジオ局で放送されているラジオ番組。
2010年4月から2013年9月の間は文化放送の地上波での放送は中断していたが、この間も文化放送制作のPodcastによる配信が行われていて、地上波での放送は文化放送では不定期に単発番組として、またプロ野球のナイターがない時期に文化放送以外の数局にて、半年程度放送されていた。

## 概要
髭男爵初の冠番組。「ルネッサ〜ンス!」の声で開始、山田ルイ53世のフリートークのあと、各週で違うコーナーを展開する。
各回一名、その日に一番良かったメール、葉書を送った聴視者のノベルティーは「貴族達の愉快な私物」として、スタッフもしくは山田の私物を送る。始めは「かっとばせ!キヨハラくん」の単行本など、どうしようもないものだったが、アニメ好きのマネージャーに彼女が出来たことから、脱アニメとして、「新世紀エヴァンゲリオン」のフィギュア等に豪華なものに変わった。
2009年10月改編より土曜のナイターオフの時間帯に再度枠移動されるとともに、収録放送から生放送へ、番組タイトルも「髭男爵　ルネッサンスラジオ」から「髭男爵 山田ルイ53世のルネッサンスラジオ」に変更。途中にニュースと天気予報、交通情報が挿入され、天気予報は山田本人が担当している。番組宣伝CMで山田が「どれだけのPS3を買うたか...」と言うほど自腹プレゼントが恒例となっていた。
2010年3月のナイターオフ編成終了を以って、放送は終了し4月以降はPodcastにおいて継続されていたが、10月以降Podcast配信に加えて秋田放送、山形放送、茨城放送、山梨放送、南海放送、高知放送、大分放送の計7局で放送開始するも文化放送では放送しなかった。2011年3月に終了。
2010年5月3日の2:00-3:00にゴールデンウィーク真っ只中やないかいスペシャルとして地上波復活。その前の回のpodcastでは本来は停波・メンテナンスの時間であることを愚痴っていた。
2010年8月23日3:00-4:00にも夏休みスペシャルやないか〜い!!との副題で地上波復活。放送に先立って8月21日、高田純次・河合美智子の東京パラダイスにゲスト出演して当番組を宣伝するなどした。
2010年9月27日の100回記念のPodcastにてその時点で決定していなかった茨城放送以外の6局での地上波復活が発表されたが、2011年4月の改編で再び地上波によるネットは解消された。
2010年10月17日2:00-3:30に、久しぶりの生放送やないか〜い!!との副題で文化放送のローカルで復活。放送に先立って10月14日の大竹まことゴールデンラジオ!にゲスト出演して当番組を宣伝する。
2011年7月16日にかつての深夜枠の4:30-5:00に生放送で一夜復活。FAX、メールも募集した。
2011年10月より地上波に2度目の復活。前回復活時に放送していた山形放送・茨城放送・山梨放送・高知放送の4局にラジオ福島・和歌山放送・山陽放送が新たに加わり全国7局ネットで放送（ただし今回も文化放送では放送されていない）、2012年3月に終了。
- ただし山形放送以外は編成の関係で地上波復活2回目以降の放送、地上波放送最終回は編成の都合で1週早く切り上げた局があるため2回最終回が行われた。

2012年1月16日の『文化放送マンデープレミアム』枠で「'髭男爵 山田ルイ53世のルネッサンスラジオ' GOLD」と題して文化放送のローカルで特番を放送した。
2012年4月には再びPodcastのみの配信に戻る。
2012年10月より3度目となる地上波放送が始まったが今回も文化放送での放送は無い形での5局ネット（山梨放送、茨城放送、山陽放送、高知放送、秋田放送）となる。
2013年10月より、文化放送の地上波でのレギュラー放送が再開される（土曜深夜の『ガイナックス電波』（ラジオ大阪からのネット受け番組）の終了により枠が空いたため）。復帰までの間、番組は文化放送A&Gゾーン部署の預かりになっており、A&Gスタッフが一部製作に携わっていた。
文化放送の地上波再開から半年後の2014年3月いっぱいで、ラジオでの放送は終了することになったが、スポンサーがついたため急遽podcastだけ継続することになった。。なお、山田は新たに土曜午後のワイド番組『土曜の午後は♪ ヒゲとノブコのWEEKEND JUKEBOX』を担当する。
2014年秋から四度目の地上波放送再開。文化放送での放送は無い形での5局ネットとなる。
2015年春からはポッドキャストは継続し、地上波は山梨放送のみの1局ネットとなる。
2015年秋から五度目の地上波放送再開。文化放送での放送は無い形での4局ネットとなる。
2016年春からはポッドキャストは継続し、地上波は再度山梨放送のみの1局ネットとなる。
2016年秋から六度目の地上波放送再開。文化放送での放送は無い形での4局ネットとなる。
2017年春からはポッドキャストは継続し、地上波は再度山梨放送のみの1局ネットとなる。ポッドキャストでのスポンサー枠であるスカパーコーナーは廃止されたが、6月配信分より東京乙女電波局がスポンサーとなりコラボが実現した。
2018年6月10日26:00〜27:30に配信500回突破を記念した特別番組「髭男爵山田ルイ５３世のルネッサンスラジオ『配信』５００回突破記念ＳＰ」が地上波で放送された。
2020年5月7日19:30〜21:00に配信600回を記念した特別番組「文化放送ライオンズナイタースペシャル　髭男爵の山田ルイ５３世のルネッサンスラジオ”配信”６００回突破記念スペシャル」が文化放送1局のみの地上波で放送された
。
2022年3月28日の配信で通算700回のレギュラー放送配信を迎えるとともに，2022年4月以降の配信が継続されることが発表された。
2022年10月3日、YouTubeLIVEでLIVE特別番組『髭男爵 山田ルイ53世のルネッサンスラジオ 15周年イヤー突入記念15時間生配信〜1日限りの浮上〜』をゲストに東野幸二を迎えて配信。第二弾以降の配信予定無く、山田「長時間生配信ノウハウ作成の為の実験放送や！」とぼやく。
2023年4月16日、『レコメン!』『ますだおかだ岡田圭右とアンタッチャブル柴田英嗣のおかしば』『納言の耳ごろし』『ザ・マミィの今一歩、前へ。』『宮下草薙の15分』（ともに文化放送）とともに、VAZを通して番組の切り抜き動画が公式化された。収益を得ることも可能。しかし、ルネラジの切り抜きをしてくれているのが老婆の配信者一人だけ、中には全く動画が投稿されていない番組もあり「切り抜き動画を自分たちしか話題にしていない。」と話す。
2023年10月3日、15周年到達記念特番を新番組好きがつながる！の第一回の枠で3年ぶりの地上波生放送。制作費が「高校生のお小遣い程度」と聞き、「また、わしら（聴視者層調査の）鏑矢や！」とぼやく。

## パーソナリティ
- 山田ルイ53世（髭男爵）

## 放送時間
2020年10月から
| 放送局     | 放送地域 | 放送日時                                               |
| ---------- | -------- | ------------------------------------------------------ |
| 山梨放送   | 山梨県   | 火曜 18時15分 - 18時45分                               |
| 山口放送   | 山口県   | 月曜 20時00分 - 20時30分                               |
| 北日本放送 | 富山県   | 日曜 21時30分 - 22時00分                               |
| 東北放送   | 宮城県   | 金曜 18時00分 - 18時30分（ナイター編成終了後放送予定） |
| Podcast QR |          | 毎週月曜更新                                           |

### 過去の放送時間
髭男爵ルネッサンスラジオ
毎週火曜 25:30 - 26:00(2008年9月30日 - 2009年3月31日)
毎週土曜 28:30 - 29:00(2009年4月11日 - 2009年10月3日)
髭男爵 山田ルイ53世のルネッサンスラジオ
毎週土曜 19:00 - 21:00(2009年10月10日 - 2010年4月3日)
毎週土曜 28:00 - 28:30(2013年10月5日 - 2014年3月30日)
2010年4月12日から9月27日まで
Podcast QR  毎週月曜日更新
2010年10月から2011年3月まで
| 放送局     | 放送地域 | 放送日時                 |
| ---------- | -------- | ------------------------ |
| 高知放送   | 高知県   | 木曜 23時30分 - 24時00分 |
| 山梨放送   | 山梨県   | 金曜 21時00分 - 21時30分 |
| 茨城放送   | 茨城県   | 日曜 12時00分 - 12時30分 |
| 秋田放送   | 秋田県   | 日曜 17時00分 - 17時30分 |
| 大分放送   | 大分県   | 日曜 23時00分 - 23時30分 |
| 南海放送   | 愛媛県   | 日曜 23時30分 - 24時00分 |
| 山形放送   | 山形県   | 火曜 21時00分 - 21時30分 |
| Podcast QR |          | 毎週水曜更新             |
2011年4月から9月まで
Podcast QR 毎週水曜日更新
2011年10月から2012年3月まで
| 放送局     | 放送地域 | 放送日時                 |
| ---------- | -------- | ------------------------ |
| 山梨放送   | 山梨県   | 金曜 21時00分 - 21時30分 |
| 茨城放送   | 茨城県   | 土曜 21時00分 - 21時30分 |
| ラジオ福島 | 福島県   | 日曜 20時00分 - 20時30分 |
| 和歌山放送 | 和歌山県 | 日曜 20時00分 - 20時30分 |
| 山陽放送   | 岡山県   | 日曜 21時30分 - 22時00分 |
| 高知放送   | 高知県   | 日曜 23時00分 - 23時30分 |
| 山形放送   | 山形県   | 火曜 21時00分 - 21時30分 |
| Podcast QR |          | 毎週水曜更新             |
2012年4月から9月まで
Podcast QR 毎週水曜日更新
2012年10月から2013年3月まで
| 放送局     | 放送地域 | 放送日時                 |
| ---------- | -------- | ------------------------ |
| 山梨放送   | 山梨県   | 金曜 21時00分 - 21時30分 |
| 茨城放送   | 茨城県   | 土曜 21時30分 - 22時00分 |
| 山陽放送   | 岡山県   | 日曜 21時30分 - 22時00分 |
| 高知放送   | 高知県   | 日曜 23時00分 - 23時30分 |
| 秋田放送   | 秋田県   | 日曜 23時30分 - 24時00分 |
| Podcast QR |          | 毎週水曜更新             |
2013年4月から9月まで
| 放送局     | 放送地域 | 放送日時                       |
| ---------- | -------- | ------------------------------ |
| 山梨放送   | 山梨県   | 土曜 19時30分 - 20時00分       |
| 北陸放送   | 石川県   | 土曜 19時30分 - 20時00分[注 2] |
| 山陽放送   | 岡山県   | 日曜 21時30分 - 22時00分       |
| Podcast QR |          | 毎週水曜更新                   |
2013年10月から2014年3月まで
| 放送局     | 放送地域 | 放送日時                       |
| ---------- | -------- | ------------------------------ |
| 文化放送   | 関東地方 | 日曜 4時00分 - 4時30分         |
| 北陸放送   | 石川県   | 土曜 19時30分 - 20時00分       |
| 茨城放送   | 茨城県   | 土曜 21時30分 - 22時00分       |
| 北日本放送 | 富山県   | 日曜 20時00分 - 20時30分       |
| 山陽放送   | 岡山県   | 日曜 20時00分 - 20時30分[注 3] |
| 山梨放送   | 山梨県   | 金曜 21時00分 - 21時30分       |
| Podcast QR |          | 毎週日曜更新                   |
2014年4月から9月まで
Podcast QR 毎週日曜日更新
2014年10月から2015年3月まで
| 放送局     | 放送地域 | 放送日時                 |
| ---------- | -------- | ------------------------ |
| 北陸放送   | 石川県   | 日曜 21時00分 - 21時30分 |
| 茨城放送   | 茨城県   | 土曜 21時00分 - 21時30分 |
| 北日本放送 | 富山県   | 日曜 20時00分 - 20時30分 |
| 山陽放送   | 岡山県   | 火曜 23時00分 - 23時30分 |
| 山梨放送   | 山梨県   | 金曜 21時00分 - 21時30分 |
| Podcast QR |          | 毎週月曜更新             |
2015年4月から9月まで
| 放送局     | 放送地域 | 放送日時                 |
| ---------- | -------- | ------------------------ |
| 山梨放送   | 山梨県   | 土曜 21時00分 - 21時30分 |
| Podcast QR |          | 毎週月曜更新             |
2015年10月から2016年3月まで
| 放送局     | 放送地域 | 放送日時                 |
| ---------- | -------- | ------------------------ |
| 北日本放送 | 富山県   | 日曜 20時00分 - 20時30分 |
| 北陸放送   | 石川県   | 土曜 19時00分 - 19時30分 |
| 山梨放送   | 山梨県   | 金曜 21時00分 - 21時30分 |
| 山口放送   | 山口県   | 日曜 18時00分 - 18時30分 |
| Podcast QR |          | 毎週月曜更新             |
2016年4月から9月まで
| 放送局     | 放送地域 | 放送日時                 |
| ---------- | -------- | ------------------------ |
| 山梨放送   | 山梨県   | 土曜 20時00分 - 20時30分 |
| Podcast QR |          | 毎週月曜更新             |
2016年10月から
| 放送局     | 放送地域 | 放送日時                 |
| ---------- | -------- | ------------------------ |
| 山梨放送   | 山梨県   | 金曜 21時00分 - 21時30分 |
| 茨城放送   | 茨城県   | 土曜 18時30分 - 19時00分 |
| 山口放送   | 山口県   | 土曜 21時00分 - 21時30分 |
| 北日本放送 | 富山県   | 日曜 20時00分 - 20時30分 |
| Podcast QR |          | 毎週月曜更新             |
2017年4月から
| 放送局     | 放送地域 | 放送日時                 |
| ---------- | -------- | ------------------------ |
| 山梨放送   | 山梨県   | 土曜 18時30分 - 19時00分 |
| Podcast QR |          | 毎週月曜更新             |
2018年10月から
| 放送局     | 放送地域 | 放送日時                 |
| ---------- | -------- | ------------------------ |
| 山梨放送   | 山梨県   | 金曜 21時00分 - 21時30分 |
| 山陽放送   | 岡山県   | 木曜 21時30分 - 22時00分 |
| 山口放送   | 山口県   | 土曜 21時00分 - 21時30分 |
| 熊本放送   | 熊本県   | 金曜 21時00分 - 21時30分 |
| Podcast QR |          | 毎週月曜更新             |
2019年10月から2020年3月まで
| 放送局     | 放送地域 | 放送日時                 |
| ---------- | -------- | ------------------------ |
| 東北放送   | 宮城県   | 水曜 21時00分 - 21時30分 |
| 山梨放送   | 山梨県   | 金曜 18時30分 - 19時00分 |
| 山口放送   | 山口県   | 土曜 21時00分 - 21時30分 |
| 南海放送   | 愛媛県   | 金曜 21時30分 - 22時00分 |
| 熊本放送   | 熊本県   | 水曜 20時30分 - 21時00分 |
| Podcast QR |          | 毎週月曜更新             |
2020年4月から2020年9月まで
| 放送局         | 放送地域   | 放送日時                 |
| -------------- | ---------- | ------------------------ |
| 山梨放送       | 山梨県     | 土曜 18時30分 - 19時00分 |
| 朝日放送ラジオ | 近畿広域圏 | 木曜 24時30分 - 25時00分 |
| 山口放送       | 山口県     | 月曜 20時00分 - 20時30分 |
| 南海放送       | 愛媛県     | 月曜 21時30分 - 22時00分 |
| Podcast QR     |            | 毎週月曜更新             |

## 髭男爵ルネッサンスラジオ

### 火曜日時代のコーナー
ほにゃららやないかーいのコーナー
日常のあらゆる事から髭男爵のつっこみ「 - やないかーい」でつっこみを入れるコーナー。「貴方の周りのひぐち君」と同様毒のあるネタが多く寄せられ、山田を困らせている。
貴方の周りのひぐち君
最近、天狗になっているひぐち君のように、天狗になっている奴を募集し、その内容に合わせて、1ひぐちから5ひぐちの評価を山田がつける。しかし、山田の意思とは違い、ベテランハガキ職人の手により「（某大物芸人）が天狗」や、「（大御所）が天狗」と、ネタが暴走している。
貴族、アニメを語らう
自称アニメヲタクの山田ルイ53世が、アニメについて語る。語るのは、山田がチェックしていないものに限る。調査費は山田の自腹。（文化放送では伝統らしい。）チェックに時間がいるため、2009年1月時点でコーナー紹介を除き、3回しか行われていない。山田が多忙のためほとんどチェックできず、1月27日放送分で罰ゲームでロケを命じられた。
山田が語ったアニメ
- 新世紀エヴァンゲリオン（2008年9月30日）
- 超時空要塞マクロス（2008年12月16日）
- NANA（2009年1月27日）

貴族の大喜利
ウェブ限定のコーナー。番組で出したお題に対し、リスナーに答えを考えてもらうコーナー

### 土曜日時代のコーナー
貴族のハイセンス大喜利
ポッドキャスト限定のコーナー。中身は火曜日時代(BBQR)とほぼ変わらず、番組で出したお題に対し、リスナーが答えを考えるコーナー
ルイ山田の世相ジャーナル
山田ルイ53世が時事問題について語る。
日本一早いテレホン人生相談（アポなし）
パーソナリティー・ドリアン山田が山田軍団、サンミュージック芸人アポなしで電話をかけ、日曜の早朝からお悩みを解決する。
月に1度のプレゼント大抽選会!
モヤモヤやまぁーず2
モヤモヤしていたり、腹の立っている事を送ってもらうコーナー。
キャバ嬢さん聞いてるんでしょ!?コーナー
キャバクラ嬢からのメールを募集するコーナー。
ルネラジブログ発見!
山田に代わってブログをチェックするコーナー。
夜明けのあるあるおじさん
毒のあるあるあるネタを募集。
クリピーのコーナー
性器にピアスを通したロリィタ族。にどうしたらピアスをやめさせられるかを提案する。

### ゲスト
- ひぐち君（2008年11月25日、12月2日）
- K太郎（12月23日）
- 吉幾三（2009年1月6日）
- 佐藤唯（1月13日）
- 大島優子、前田敦子、北原里英（AKB48、3月3日）
- 相澤正久（サンミュージックプロダクション社長(現副社長)、4月11日）
- 福島和可菜（5月23日）
- エルシャラカーニ・山本しろう（本編には不定期出演、ポッドキャストにはおまけコーナーがある際は必ず出演）
- 小林アナ（Web出演）
- どーよテル（Web出演）

## 髭男爵 山田ルイ53世のルネッサンスラジオ

### Podcast移行後のコーナー

#### 2024年10月現在
ヘンケン・オブ・ザ・イヤー
長寿コーナー。日頃考えている偏見を送るコーナー。
ルネッサンスラジオラストメッセージ
長寿コーナー。リスナーが誰かに伝えたいメッセージを紹介する「ほっこりする」コーナー。実際にはドロドロした投稿しか採用されない。
ハード文化放送リスナーはこんなヤツ
文化放送を1日中聴いてる人はどんな人か？その特徴や生態を考えていくコーナー。
こども！！
子どもにまつわるメール(自分の子どもでも、親戚、近所の子どもでもOK！)を募集するコーナー。
あなたの病気はどこから？山田クリニック
今抱えてる病気や過去の病気の思い出、病気じゃないけど悩まされてることを送ってもらうコーナー。
こいつぁ怪しい！ルネラジ危険人物コレクション
そんな怪しそうな人物を集めていき、この番組ルネラジから警鐘を鳴らしていこうという「雑穀ガール研究所」的なコーナー。2024年10月14日配信分より募集開始。
むかし、むかしの話
なぜか覚えてること、ふとした時に思い出すことなど過去の思い出をしがむコーナー。2024年10月14日配信分より募集開始。
ナシ(梨)ペディアを作ろう！
山梨に関するワードを送ってもらい、山田ルイ53世に一言で説明してもらうコーナー。2024年10月14日配信分より募集開始。

#### 終了したコーナー
ルネラジゼミナール～営業学概論～
「企業パーティー学」を学問へと昇華するべく、営業の現場で起こりそうなこと、実際に見たものなどを集めていくコーナー。2024年9月30日配信分を以て一旦終了。
山順モーニングFLAG
TOKYO MX朝の番組「堀潤モーニングFLAG」ではまず取り上げなそうな話題を送り、一応スタジオでそれっぽく考えてみるコーナー。大元の「堀潤モーニングFLAG」終了に伴い、2024年9月23日配信分を以て終了。
クイズ・ルネのいろいろシーン!
リスナーの身の回りで送ったとんでもない体験を3択問題にして男爵に出題するコーナー。
僕の考えた男性学のコーナー!!
男爵と交流があり同年齢の田中俊之の専門である男性学の研究対象になるかもしれない法則やあるあるネタを送るコーナー。
ルネラジお金持ち情報局!
スポンサーに逃げられた当番組のスポンサーになってもいいよという人、あるいはスポンサーになってもらえそうな人や団体の情報を送るコーナー。
ルネラジレーティング調査!!
ほぼPodcastのみのため、スペシャルウィーク、いわゆる聴取率を調査するレーティングがないこの番組のリスナーの傾向を真剣に調べるコーナー。
性格ポケットモンスター
リスナーが見かけた「性格がモンスター」な人の情報を送るコーナー。
尾木ちゃんブログ研究所
ブログを月に300回更新するという噂の、尾木ちゃんこと教育評論家の尾木ママがブログに書きそうなことを妄想するコーナー。
人生で５番目ぐらいの恋
いい恋愛経験がほとんどないと思われるリスナーの、5番目くらいの薄いエピソードを送るコーナー。1番の恋愛経験はたぶん洒落にならない。
あのコーナーをもう1度!ルネラジコーナーリバイバル!!!
放送400回に迫るこの番組。改編の度に新しいコーナーをいちいち考えるのがめんどくさいので過去にやったコーナーのうち最も人気のあるものを復活させ放送作家が楽をするコーナー。
芸能人LINEスタンプ研究所
今さらLINEスタンプブームに乗っかりたい芸能人に「こんなLINEスタンプはどうですか」と教えてあげるコーナー。
山田ルイ53世山梨放送征服計画
山梨放送で2本も番組をかかえている山田ルイ53世が山梨放送を征服する方法を募集するコーナー。
真紀ちゃんのコーナー
いい女、真紀ちゃんの振る舞いを妄想するコーナー。
性格妖怪ウォッチ
大人気アニメ妖怪ウォッチに乗っかり、リスナーが普段の生活で出会った「性格が妖怪」だと思った人を報告するコーナー。
ルネペディアを作ろう
番組で起こった出来事を全て網羅した「ルネラジ辞典＝ルネペディア」を完成させ、電子書籍化を目論むコーナー。
無事「ん」まで出来上がったが途中でスポンサーが消えたため電子書籍化の予定は未定になっている。
この人、アイドルプロデューサーにどうすか!?
山田ルイ53世が地下アイドルまどもあ54世をプロデュースしたように、アイドルプロデュースができそうな芸能人を探すコーナー。
私、マリーアントワネット
山田ルイ53世がバラードの作詞をしたように、リスナーによるバラードの詞を募集するコーナー。
私、サイゾーウーマン
サイゾーウーマンっぽい記事を募集するコーナー。
ルネラジアプリ発見
ルネラジ発のアプリを作ろうというサイバーかつハイパーなコーナー。
ルネビアの泉
トリビアを送るコーナー。面白ければ嘘でも可。（嘘でも可と台本に書いており例題を読み上げた山田は（改編前にあった）ヘンケン・オブ・ザ・イヤーの内容と同じになると発言している）
この○○芸人どうっすか?
再びアメトーーク！に出演できるようにプレゼンを考えるコーナー。出演する芸人も記載との事。
江角さんのコーナー
江角マキコがグータンヌーボで言いそうな事を書くコーナー、グータンヌーボの放送終了に伴ってコーナー終了。
検索ワード三連発
検索エンジンで有名人を検索するときに書き込む単語を三段オチの要領で書く、クイズ☆タレント名鑑の「芸能人!検索ワード連想クイズ!」のパクリと公言していた。
トーク舞踏会改善委員会
髭男爵が行っているライブ「トーク舞踏会」の改善案を書くコーナー。
教えて! 山田ルイ53世がセクシー女優に聞きたい10の質問〜!!
Podcast版のみのコーナー、セクシー女優をゲストに招き2-3週に渡って山田が質問をするコーナー、山田持込の企画。
ルネラジッシュNIGHT
下ネタコーナー。
読モちゃんのコーナー
読モちゃんが言いそうなセリフを送るコーナー。
男爵仕分け
時事問題を仕分けしてもらうコーナー。
狼が来たぞ〜
大きな声でリスナーから送られてきた「叫んでほしいセリフ」を思いっきり叫ぶコーナー。
ポストKAGEROUはコレだ!のコーナー
KAGEROUに続くような本を贈ってもらうコーナー。
TVチャンピオンのコーナー
今までTVチャンピオンでやってない「○○選手権」を募集するコーナー。
Yahoo!のトップ→東スポの見出し
Yahoo!（→東スポ）のトップページにありそうな見出しを募集するコーナー。
ポストゆずポンは君だ!のコーナー
アイドルでありながらプロレスデビューを果たしたゆずポンのように、路線変更したら脚光を浴びそうな芸能人と、その内容を募集するコーナー。
○○ちゃんのコーナ
ポストゆずポンは君だ!のコーナー！に続き、「まおみちゃんのコーナー」「真里ちゃんのコーナー」「カワイ・チャンのコーナー」「ねづちゃんのコーナー」「安ちゃんのコーナ」ーと続いた。
ルイ山田の婚活パーティー
山田が合コンなどに行ったとき、女性が反応してくれそうな行動を募集するコーナー。
ねづちゃんのコーナー
なぞかけブームにのっとり、毒のあるなぞかけを募集するコーナー。
貴族のフリートーク
前回収録時から今回収録時に起こった出来事を山田自身が振り返る。ふつおた（普通のお便り）もここで紹介される。
ルネタンヌーボのコーナー
「山田ルイ53世がセクシー女優に聞きたい10の質問」の継続企画でセクシー女優をゲストにガールズトークっぽいトークをするコーナー。
エルシャラカーニ・山本しろうのコーナー
正式にはコーナー名無し。本編終了後に「呼んだ!呼んだら呼んで!?」のかけ声で始まり約3分で強制終了する山本のトークコーナー。最後まで話し終えたことは稀である。
雑穀ガール研究所(2013年9月まで) → 雑穀ツイッター研究所(2014年3月まで) → いろんなツイッター研究所
大竹まことゴールデンラジオ!で上記の出来事を山田が目撃した事からスタート。
土曜日生放送から継続。手作り雑穀米おにぎりを持参して自ら女子力をアピールしてそうな女子（こと雑穀クィーン眞鍋かをり）が女子力アップに起こしそうな事を書いてもらうコーナー。
さらに、そんな雑穀Twitter級にハネそうな様々なキャラクターのTwitterを研究していくコーナーとなった。
モヤモヤあるある
地上波時代からの人気コーナーである、モヤモヤやまぁ〜ず3とあるあるおじさんザ・ゴールデンが時間が短くなったためひとまとめにされた。内容には変化なし。
ルネラジ地上波復活計画
ルネラジが地上波に復活するために山田が何をすればいいかを募集するコーナー。地上波には復活したものの文化放送ではPodcast配信のみだったため、10月以降も継続していた。

### 土曜日生放送時代のコーナー
以下のコーナーのほか、ニュース、天気予報（いずれも20時台後半）、交通情報、ゲストコーナーがある。ゲストコーナーはスペシャルウィーク中は特別企画になる場合がある
誰でもわかる今週のニュース
山田がその週のスポーツ新聞の芸能面に掲載された芸能ニュースをリスナーに分かりやすく紹介する。なお、優木まおみに関する芸能ニュースがある場合には、優先的に紹介している
ヘキサゴン2ごっこ
番組から出す問題に対するリスナーのヘキサゴン2っぽい回答を紹介する
おしえて!マスカット!
山田が分からない時事ワードに対するリスナーから寄せられた解説を紹介する
私○○です。のコーナー
人とは違うビックリエピソードをもつリスナーから寄せられた自己紹介を紹介する
今週のレッドカーペット
かつて、髭男爵が出演したフジテレビ「爆笑レッドカーペット」についてリスナーから寄せられた報告を紹介する
山田目撃情報「おい!山田」 → 山田目撃情報「おい、山田!」2010
リスナーから寄せられた貴重なメディア目撃情報を送ってきてもらう
今、ひぐち君は…
相方ひぐち君は放送中に何をしているのかを定期的に解決していく最終的に山田が何をしているのかを断定する
貴族のご機嫌お伺いタイム!
山田のテンションが下がった時にリスナーからのメールを読んで立て直してもらう
ルネッサンスリクエスト
リスナーから寄せられたリクエスト曲とその曲にまつわるウソのエピソードを紹介する
ゆずぽんのコーナー
愛川ゆず季がゲストに来た際の男爵の苦々しい経験から、翌週に新たに設置されたコーナー。男爵がどうやったら女性から連絡先をゲット出来るかをリスナーに提案してもらう

#### 深夜時代からのコーナー
あるあるおじさんザ・ゴールデン
毒のある、あるあるネタを紹介する
モヤモヤやまぁ〜ず3
リスナーからもやもやしていること、腹立ってる事を送ってもらうコーナー
ルネラジブログ発見!ver2.0 → ルネラジツイッター発見!
テーマとして出される芸能人ブログをリスナーに勝手に妄想して送ってもらう。深夜時代は1回もできなかった。現在は芸能人ツイッターを勝手に妄想して送ってきてもらう
貴族のゴールデン人生相談
リスナーから寄せられた悩みを山田が解決していく。深夜時代は1回しかできなかった
新・貴族の大喜利
ポッドキャスト限定コーナー。1ヶ月に1度変更されるお題に対する大喜利の答えを募集する

### ゲスト
- 浅野真澄、鷲崎健（2009年10月10日）
- 千葉、フルフェイス（仙台貨物、2009年10月17日）
- ユンナ（2009年11月14日）
- ロックンロールコメディショー（2009年11月21日）
- 島田秀平（2009年12月5日）
- R藤本、小島よしお（2009年12月19日）
- よきゅーん（乾曜子）、きょも（京本有香）、まりるん（原田まりる）（中野腐女子シスターズ）（2010年1月9日）
- 愛川ゆず季（2010年1月23日）
- 丹下桜（2010年2月6日）
- 大竹まこと（2010年2月20日）
- ウド鈴木（キャイ〜ン）、飯尾和樹（ずん）（2010年3月6日）
- エルシャラカーニ・山本しろう（ポッドキャストのラスト数分に不定期出演）
- コトブキツカサ（2013年10月26日）
- Up's Infinity（2013年11月17日）
- 眞鍋かをり（2014年2月23日）
- 東野幸二 - 600回記念特番（2020年5月7日）、ルネッサンスラジオ１５周年記念（2022年10月3日）

## エピソード
- 東北地方太平洋沖地震の影響により毎週水曜日更新のpodcastが2011年3月16日分の配信は休止となった。[10]
- 2011年6月14日のTBSラジオ「火曜JUNK 爆笑問題カーボーイ」でリスナーからのお勧め番組として紹介された事がきっかけで、番組放送直後からダウンロードが殺到し、iTunesのPodcastランキングTOP10でiTunes枠とコメディ枠で1位を獲得した。
- Podcast版の有料化を見送った代わりとして2011年4月からPodcsat版の過去の配信分を有料配信を開始した、当初はiOS端末のみのサービスで開始し後にAG-ONにてPC、スマートフォンでもサービス開始している。

## 作品

### 電子書籍
髭男爵山田ルイ53世のルネッサンスラジオ編　ルネペディア 番組に関する百科事典。 リスナーから綱目及び内容を募集した。作成から出版まで1年かかったため新しい事項は含まれていない。途中でスポンサーを降りた電子出版社独占配信。